# قائمة أعمال أحمد عز
أحمد عز الدين علي عزت هو ممثل مصري. بدأ التمثيل عام 1998، حيث منحته المخرجة إيناس الدغيدي دورًا صغيرًا في فيلم كلام الليل. في العام نفسه، شارك في مسلسل زيزينيا. كما قدم دورًا في فيلم الشرف عام 2000. حتى حصل على أول دور بطولة مطلقة له في فيلم مذكرات مراهقة عام 2001، والذي كان من إخراج إيناس الدغيدي. لكن دوره في الفيلم لم يحقق له الشهرة التي حققها له دوره في مسلسل ملك روحي، بجانب الفنانة يسرا، فقد حاز عن هذا الدور على جائزة أفضل نجم شاب عربي لعام 2003 من مهرجان دول الشام «لبنان وسوريا». في عام 2004، عاد عز للسينما المصرية بعد غياب سنتين، حيث قدم 4 أفلام سينمائية في هذا العام: شباب تيك أواي، وحب البنات (حاز عن دوره فيه على جائزة أحسن ممثل دور ثاني من المهرجان القومي العاشر للسينما المصرية)، وسنة أولى نصب، ويوم الكرامة. ومن ثم انطلق إلي أدوار البطولة المطلقة، فقدم فيلمه ملاكي إسكندرية عام 2005 مع غادة عادل ونور. وقدم فيلم الرهينة عام 2006 بجانب ياسمين عبد العزيز وصلاح عبد الله. كما قدم فيلم الشبح بمشاركة زينة ومحمود عبد المغني، وحصل عن دوره على جائزة أفضل ممثل لعام 2007 من حفل توزيع جوائز مجلة دير جيست. ذلك بالإضافة إلي فيلمي مسجون ترانزيت عام 2008 أمام نور الشريف وبدل فاقد عام 2009 مع منة شلبي. وفي العام نفسه، قدم مسلسل الأدهم مع سيرين عبد النور؛ في أولي تجاربه في الدراما التلفزيونية المصرية، وحاز على جائزة أفضل ممثل شاب في حفل توزيع جوائز الإيه آر تي "ART"، وجائزة أفضل ممثل شاب في حفل توزيع جوائز مجلة دير جيست.
في عام 2011، قدم عز فيلم 365 يوم سعادة مع دنيا سمير غانم. وفي عام 2012، أطلق فيلمان معًا هما: المصلحة مع أحمد السقا وحلم عزيز مع شريف منير. عاد عز مرة أخرى للدراما المصرية التلفزيونية وقدم مسلسل الإكسلانس في رمضان 2014. كما قدم شخصية رضا رزق في فيلمي ولاد رزق عام 2015 والجزء الثاني منه عام 2019. وفي عام 2017، قدم فيلم الخلية مع محمد ممدوح وسامر المصري، وفاز عن دوره فيه بجائزة أفضل ممثل من حفل توزيع جوائز السينما العربية «أوسكار» لعام 2018. وأطلق مسلسله أبو عمر المصري في رمضان 2018 مع فتحي عبد الوهاب ومنذر رياحنة. كما أطلق فيلم الممر في عام 2019. وفي نفس العام، قدم مسرحية علاء الدين. وفي عام 2021، قدم فيلم العارف، وأطلق مسلسل هجمة مرتدة في شهر رمضان من نفس العام. ولأحمد عز أيضًا عدة مسلسلات إذاعية منها: عيد في ريال مدريد، والسندباد عماد، ومصباح علاء الدين.

## الأفلام
| الرقم | العام | الأفيش | العنوان                     | الدور                                   | المخرج          | الإيرادات                    | مراجع         |
| ----- | ----- | ------ | --------------------------- | --------------------------------------- | --------------- | ---------------------------- | ------------- |
| 1     | 1997  |        | سمكة وأربع قروش             | مستأجر الشقة                            | شريف شعبان      | غير معروف                    |               |
| 2     | 1999  |        | كلام الليل                  | عمر شكري                                | إيناس الدغيدي   | غير معروف                    |               |
| 3     | 2000  |        | الشرف                       | مجدي                                    | محمد شعبان      | غير معروف                    |               |
| 4     | 2001  |        | مذكرات مراهقة               | رؤوف                                    | إيناس الدغيدي   | مليون و861 ألف جنيه مصري     |               |
| 5     | 2004  |        | يوم الكرامة                 | النقيب لطفي جاد الله                    | علي عبد الخالق  | غير معروف                    | [ 6 ]         |
| 6     | 2004  |        | شباب تيك أواي               | عادل                                    | سعيد محمد مرزوق | غير معروف                    |               |
| 7     | 2004  |        | سنة أولى نصب                | أحمد                                    | كاملة أبو ذكري  | 5 مليون و41 ألف جنيه مصري    |               |
| 8     | 2004  |        | حب البنات                   | عمر                                     | خالد الحجر      | 4 مليون و151 ألف جنيه مصري   |               |
| 9     | 2005  |        | ملاكي إسكندرية              | أدهم                                    | ساندرا نشأت     | 11 مليون جنيه مصري           |               |
| 10    | 2005  |        | الباحثات عن الحرية          | عمر كمال                                | إيناس الدغيدي   | 2 مليون و500 ألف جنيه مصري   | [ 7 ]         |
| 11    | 2006  |        | الرهينة                     | مصطفى                                   | ساندرا نشأت     | 7 مليون ونصف جنيه مصري       | [ 8 ] [ 9 ]   |
| 12    | 2007  |        | الشبح                       | سعد / أسعد                              | عمرو عرفة       | 15 مليون و33 ألف جنيه مصري   | [ 10 ] [ 11 ] |
| 13    | 2008  |        | مسجون ترانزيت               | علي زناتي ربيع الدقاق / عبد الرحمن هلال | ساندرا نشأت     | 11 مليون و50 ألف جنيه مصري   |               |
| 14    | 2009  |        | بدل فاقد                    | فارس / نبيل                             | أحمد علاء الديب | 8 مليون جنيه مصري            |               |
| 15    | 2010  |        | الثلاثة يشتغلونها           | ضيف شرف                                 | علي إدريس       | 9 مليون جنية مصري            |               |
| 16    | 2011  |        | 365 يوم سعادة               | هادي                                    | سعيد الماروق    | 8 مليون و132 ألف جنية مصري   | [ 12 ]        |
| 17    | 2012  |        | حلم عزيز                    | عزيز                                    | عمرو عرفة       | 9 مليون و344 ألف جنيه مصري   | [ 13 ] [ 14 ] |
| 18    | 2012  |        | المصلحة                     | سالم المسلمي                            | ساندرا نشأت     | 21 مليون و754 ألف جنيه مصري  |               |
| 19    | 2013  |        | هاتولي راجل                 | شخصيته الحقيقية                         | محمد شاكر خضير  | 6 مليون و782 ألف جنيه مصري   |               |
| 20    | 2013  |        | الحفلة                      | شريف                                    | أحمد علاء الديب | 7 مليون و58 ألف جنيه مصري    | [ 15 ] [ 16 ] |
| 21    | 2015  |        | ولاد رزق                    | رضا رزق                                 | طارق العريان    | 26 مليون جنيه مصري           | [ 17 ]        |
| 22    | 2017  |        | الخلية                      | سيف الضبع                               | طارق العريان    | 56 مليون و4 ألاف جنيه مصري   | [ 19 ]        |
| 23    | 2019  |        | ولاد رزق 2: عودة أسود الأرض | رضا رزق                                 | طارق العريان    | 106 مليون و753 ألف جنيه مصري | [ 20 ]        |
| 24    | 2019  |        | الممر                       | المقدم نور                              | شريف عرفة       | 74 مليون و495 ألف جنيه مصري  | [ 21 ] [ 22 ] |
| 25    | 2021  |        | العارف                      | يونس                                    | أحمد علاء الديب | 40 مليون و858 ألف جنيه مصري  | [ 24 ]        |
| 26    | 2022  |        | الجريمة                     | عادل الناضوري                           | شريف عرفة       | 9 ملايين و900 ألف جنيه مصري  | [ 25 ]        |
| 27    | 2022  |        | كيرة والجن                  | عبد القادر شحاتة                        | مروان حامد      | 119 مليون و783 ألف جنيه مصري |               |
| 28    | 2024  |        | ولاد رزق 3: القاضية         | رضا رزق                                 | طارق العريان    | 850 مليون جنيه مصري          |               |

## المسلسلات
| الرقم | العام | العنوان                   | الدور                      | المخرج          | مراجع                                     |
| ----- | ----- | ------------------------- | -------------------------- | --------------- | ----------------------------------------- |
| 1     | 1997  | زيزينيا 1: الولي والخواجة | فابيو                      | جمال عبد الحميد |                                           |
| 2     | 2003  | ملك روحي                  | محمود الشاطر               | مجدي أبو عميرة  |                                           |
| 3     | 2008  | العيادة                   | ضيف شرف                    | عمرو عرفة       | [ 26 ] [ 27 ] [ 28 ]                      |
| 4     | 2009  | الأدهم                    | أدهم                       | محمد النجار     | [ 29 ]                                    |
| 5     | 2013  | أمير ورحلة الأساطير       | عمرو بن العاص              | خالد عبد العليم |                                           |
| 6     | 2014  | الإكسلانس                 | سيف الدسوقي                | وائل عبد الله   | [ 30 ]                                    |
| 7     | 2018  | أبو عمر المصري            | فخر الدين / أبو عمر المصري | أحمد خالد موسى  | [ 31 ]                                    |
| 8     | 2021  | هجمة مرتدة                | سيف العربي                 | أحمد علاء الديب | [ 32 ]                                    |
| 9     | 2021  | الاختيار 2                | سيف العربي - ضيف شرف       | بيتر ميمي       | [ 33 ] [ 34 ] [ 35 ] [ 36 ] [ 37 ] [ 38 ] |
| 10    | 2022  | الاختيار 3                | مروان العدوى               | بيتر ميمي       |                                           |

## المسلسلات الإذاعية
| الرقم | العام | العنوان              | الدور           | المخرج           | مراجع         |
| ----- | ----- | -------------------- | --------------- | ---------------- | ------------- |
| 1     | 2007  | عيد في ريال مدريد    | عيد             | عبد المقصود محمد |               |
| 2     | 2008  | السندباد عماد        | عماد عبد الباسط | حسين إبراهيم     | [ 39 ]        |
| 3     | 2009  | قلقاسة في وكالة ناسا | حسن قلقاسة      | عبد المقصود محمد | [ 40 ]        |
| 4     | 2011  | مصباح علاء الدين     | علاء الدين      | عبد المقصود محمد | [ 41 ]        |
| 5     | 2016  | تورا بورا            | علي             | علي مصيلحي       | [ 42 ]        |
| 6     | 2017  | الديزل               | الديزل (حمزة)   | علي مصيلحي       | [ 43 ] [ 44 ] |
| 7     | 2020  | بليز يا إنجليز       | عصمت ذو الفقار  | علي مصيلحي       | [ 45 ]        |
| 8     | 2021  | نادي أند رويد        | نادي            | علي مصيلحي       | [ 46 ]        |

## المسرحيات
| الرقم | العام | العنوان     | الدور      | المخرج       | مراجع                |
| ----- | ----- | ----------- | ---------- | ------------ | -------------------- |
| 1     | 2000  | ياسين وبهية | ياسين      | نجيب سرور    |                      |
| 2     | 2020  | علاء الدين  | علاء الدين | مجدي الهواري | [ 47 ] [ 48 ] [ 49 ] |
| 3     | 2024  | ملك والشاطر | الشاطر حسن | محمد المحمدي |                      |

## برامج
- البيت بيتك مع محمود سعد: 2004
- واحد من الناس مع عمرو الليثي: 2008
- قناة خمس نجوم مع هالة سرحان: 2008
- فاصل ونعود مع داوود: 2010
- لعب النجوم مع مريم أمين: 2012